# Course des raisins 2013
La 53e édition de la Course des raisins a eu lieu le 21 août 2013 L'épreuve fait partie de l'UCI Europe Tour 2013 en catégorie 1.1.

## Présentation

### Équipes
Classé en catégorie 1.1 de l'UCI Europe Tour, la Course des raisins est par conséquent ouvert aux UCI ProTeams dans la limite de 50 % des équipes participantes, aux équipes continentales professionnelles, aux équipes continentales et à une équipe nationale belge.
| Nom de l'équipe | Pays     | Code |
| --------------- | -------- | ---- |
| Lotto-Belisol   | Belgique | LTB  |
| Vacansoleil-DCM | Pays-Bas | VCD  |

| Nom de l'équipe             | Pays      | Code |
| --------------------------- | --------- | ---- |
| Accent Jobs-Wanty           | Belgique  | AJW  |
| Crelan-Euphony              | Belgique  | CRE  |
| NetApp-Endura               | Allemagne | TNE  |
| Topsport Vlaanderen-Baloise | Belgique  | TSV  |

| Nom de l'équipe                | Pays        | Code |
| ------------------------------ | ----------- | ---- |
| An Post-ChainReaction          | Belgique    | SKT  |
| Colba-Superano Ham             | Belgique    | CMD  |
| De Rijke-Shanks                | Pays-Bas    | RIJ  |
| Doltcini-Flanders              | Belgique    | DOL  |
| Jo Piels                       | Pays-Bas    | CJP  |
| Madison Genesis                | Royaume-Uni | MGT  |
| Start-Trigon                   | Paraguay    | STF  |
| T.Palm-Pôle Continental Wallon | Belgique    | PCW  |
| Concordia Forsikring-Riwal     | Danemark    | VPC  |
| Differdange-Losch              | Luxembourg  | CCD  |
| Quantec-Indeland               | Allemagne   | TRS  |
| 3M                             | Belgique    | MMM  |
| To Win-Josan                   | Belgique    | TWJ  |
| Ventilair-Steria               | Belgique    | JVC  |
| Verandas Willems               | Belgique    | WIL  |
| Wallonie-Bruxelles             | Belgique    | WBC  |

## Classement final
|    | Coureur             | Équipe                      |    | Temps           |
| -- | ------------------- | --------------------------- | -- | --------------- |
| 1  | Björn Leukemans     | Vacansoleil-DCM             | en | 4 h 46 min 54 s |
| 2  | Jurgen Van Goolen   | Accent Jobs-Wanty           | +  | 0 s             |
| 3  | Kenneth Vanbilsen   | Topsport Vlaanderen-Baloise |    | 3 s             |
| 4  | Jonas Van Genechten | Lotto-Belisol               |    | 20 s            |
| 5  | Kenny Dehaes        | Lotto-Belisol               |    | 20 s            |
| 6  | Marco Marcato       | Vacansoleil-DCM             |    | 20 s            |
| 7  | Timothy Dupont      | Ventilair-Steria            |    | 20 s            |
| 8  | Tom Van Asbroeck    | Topsport Vlaanderen-Baloise |    | 20 s            |
| 9  | Yves Lampaert       | Topsport Vlaanderen-Baloise |    | 20 s            |
| 10 | Antoine Demoitié    | Wallonie-Bruxelles          |    | 20 s            |